# راسلین (واشینگتن)
راسلین (به انگلیسی: Roslyn) شهری در شهرستان کیتیتاس ایالت واشنگتن است که در سرشماری سال ۲۰۱۰ میلادی، ۸۹۳ نفر جمعیت داشته است.